# راک آیلند آرسنال، ایلینوی
راک آیلند آرسنال (به انگلیسی: Rock Island Arsenal) یک حوزه سرشماری در ایالات متحده آمریکا است که در شهرستان راک آیلند، ایلینوی واقع شده‌است. راک آیلند آرسنال ۱۴۹ نفر جمعیت دارد.